# Stade Mandemakers
Le Stade Mandemakers, en néerlandais: Mandemakers Stadion, est un stade de football de 7 500 places, situé à Waalwijk. 
Il est le stade du club de football néerlandais du RKC Waalwijk.

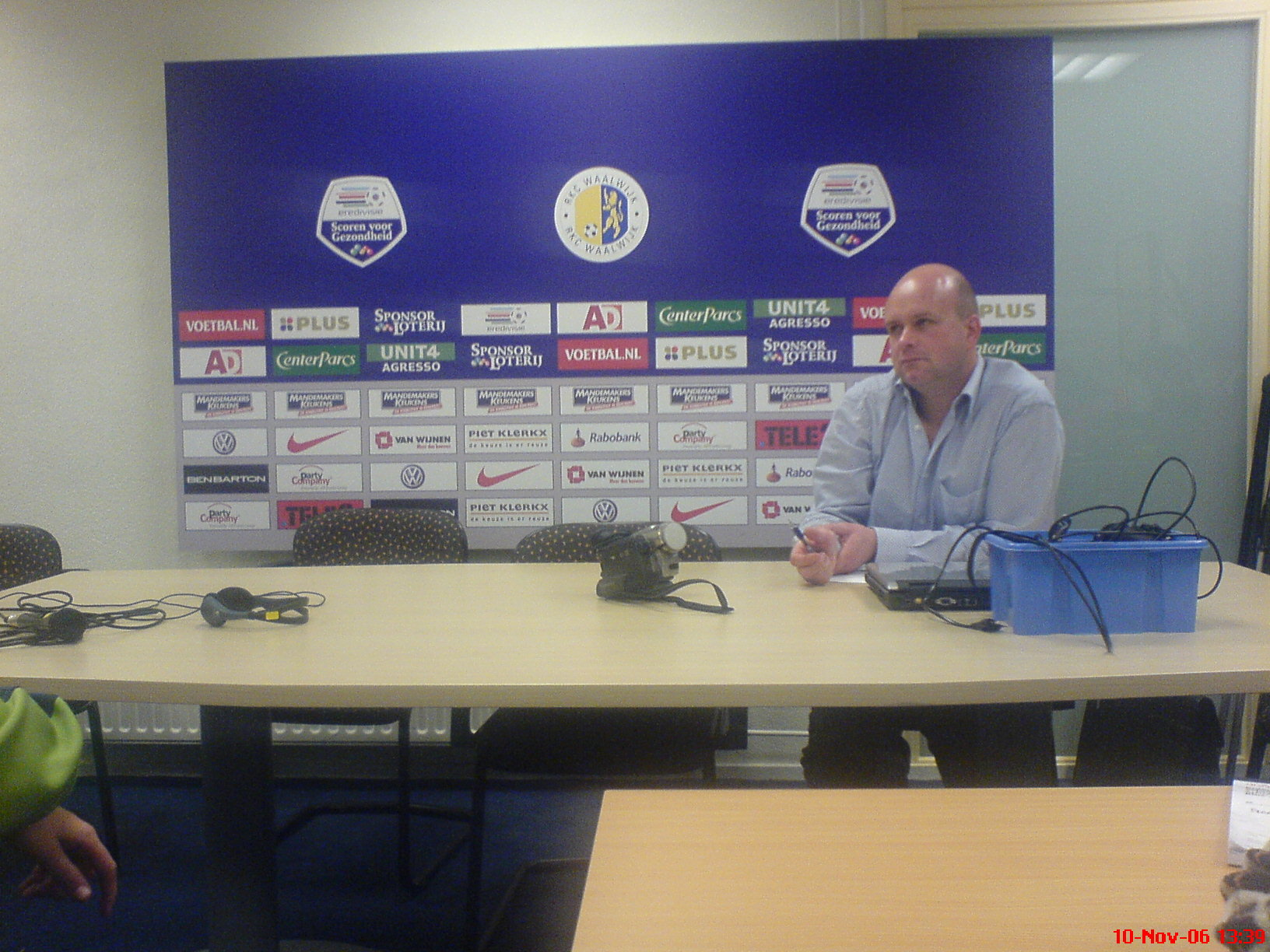
Salle de presse
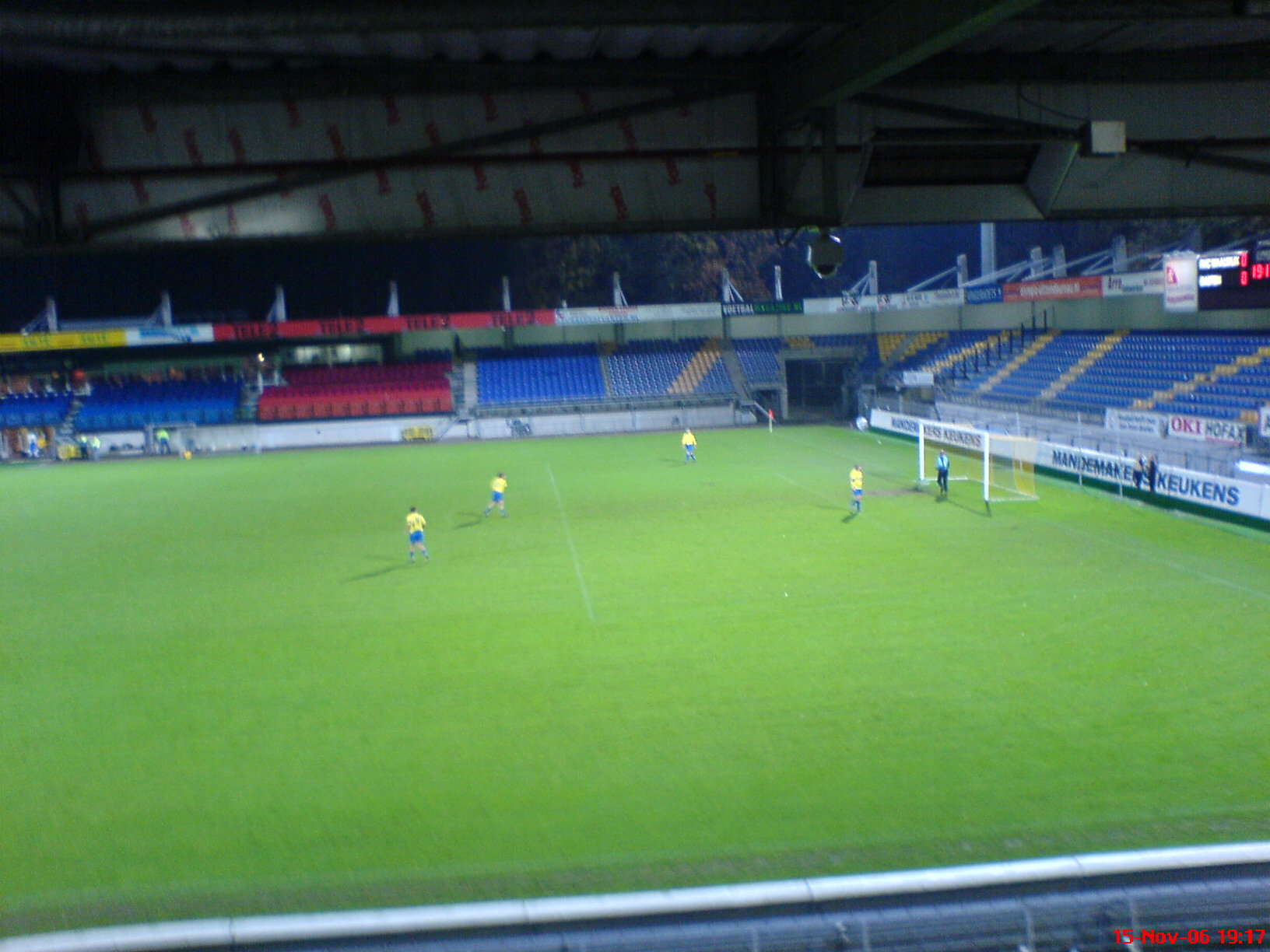
Vue des tribunes
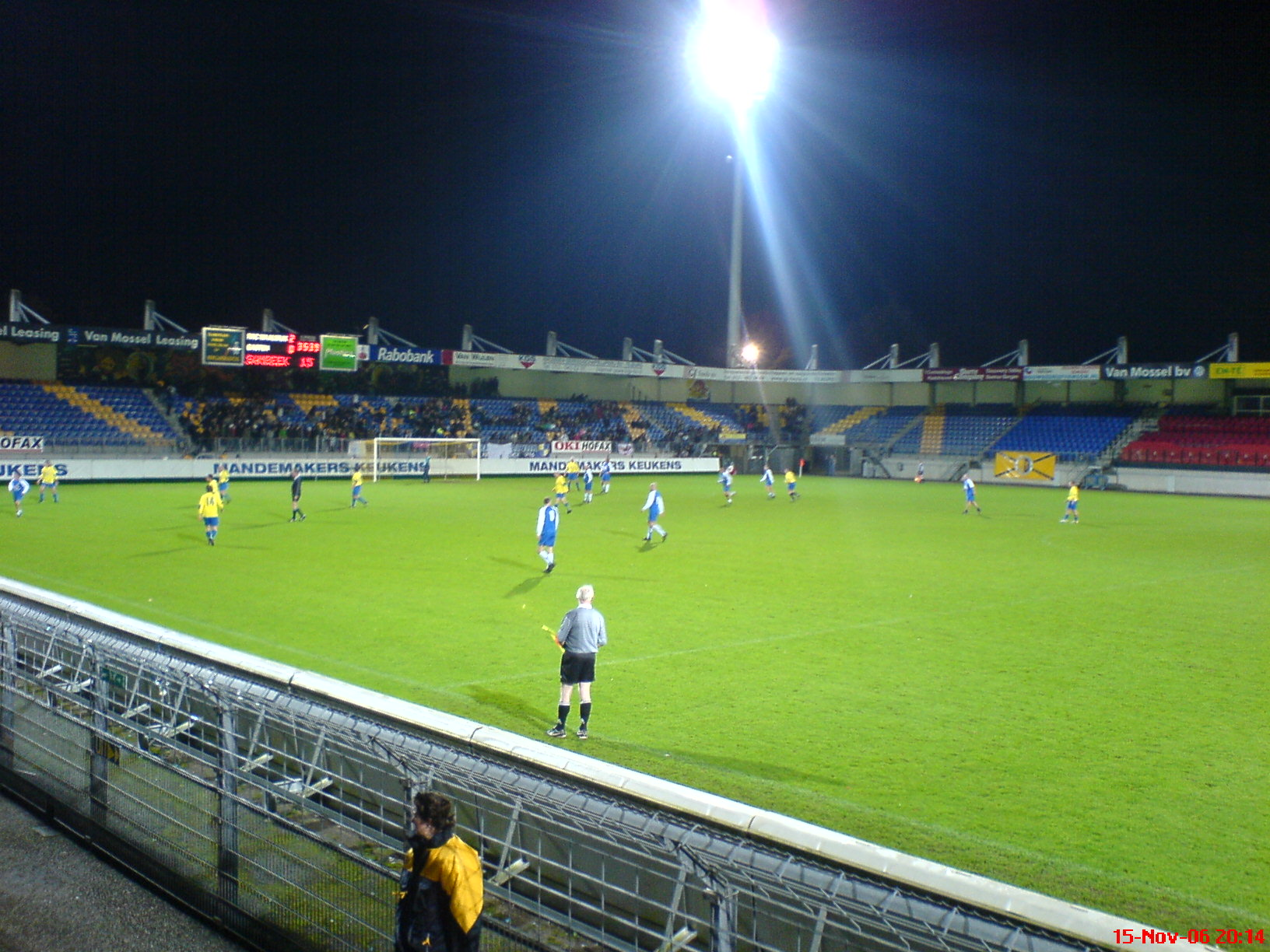
Vue des tribunes